# WTA Tour Championships 2009
Het eindejaarstoernooi WTA Tour Championships van 2009 werd gespeeld van 27 oktober tot en met 1 november 2009. Het tennistoernooi vond plaats in de Qatarese hoofdstad Doha. Het was de 39e editie van het toernooi. Er werd gespeeld op hardcourt-buitenbanen.
Enkelspel – De acht hoogst gerangschikte speelsters van de WTA-ranglijst waren automatisch gekwalificeerd voor het toernooi. Alle deelneemsters werden onderverdeeld in twee groepen voor groepswedstrijden. De twee besten uit elke groep gingen door naar de halve finale. De nummer één van de wereld, Dinara Safina, moest in haar eerste partij tegen Jelena Janković opgeven wegens een blessure. Ze werd vervangen door nummer negen, Vera Zvonarjova. Nadat ook Zvonarjova verstek moest laten gaan voor de laatste groepswedstrijd, werd haar plaats ingenomen door het nummer tien van de wereld, Viktoryja Azarenka. De als tweede geplaatste Amerikaanse Serena Williams won het toernooi. In de groepsfase plaatste zij zich voor de halve finale, na zeges tegen Svetlana Koeznetsova, Venus Williams en Jelena Dementjeva. In de halve finale versloeg Williams de als vierde geplaatste Deense Caroline Wozniacki nadat deze geblesseerd moest opgeven in de tweede set. De finale werd uitgevochten tussen de twee zussen Venus en Serena Williams. Uiteindelijk won Serena in twee sets.
Dubbelspel – In het dubbelspel maakten de vier beste dubbelspelteams van het afgelopen jaar onder elkaar uit wie de titel won. Het als derde geplaatste Spaanse duo Nuria Llagostera Vives en María José Martínez Sánchez won het toernooi, nadat zij in de finale het als eerste geplaatste koppel, Cara Black en Liezel Huber, versloegen na een match-tiebreak.

## Enkelspel

### Geplaatste speelsters
| Nr. | Speelster            | Rang | Resultaat    |
| --- | -------------------- | ---- | ------------ |
| 1.  | Dinara Safina        | 1    | eerste ronde |
| 2.  | Serena Williams      | 2    | winnares     |
| 3.  | Svetlana Koeznetsova | 3    | eerste ronde |
| 4.  | Caroline Wozniacki   | 4    | halve finale |
| 5.  | Jelena Dementjeva    | 5    | eerste ronde |
| 6.  | Viktoryja Azarenka   | 6    | eerste ronde |
| 7.  | Venus Williams       | 7    | finale       |
| 8.  | Jelena Janković      | 8    | halve finale |
| ALT | Vera Zvonarjova      | 9    | eerste ronde |
| ALT | Agnieszka Radwańska  | 10   | eerste ronde |

### Prijzengeld en WTA-punten
| Resultaat              | Prijzengeld      | WTA-punten |
| ---------------------- | ---------------- | ---------- |
| winnares               | R1 + $ 1.150.000 | R1 + 810   |
| finale                 | R1 + $ 380.000   | R1 + 360   |
| halve finale           | R1               | R1         |
| eerste ronde (3 zeges) | $ 400.000        | 690        |
| eerste ronde (2 zeges) | $ 300.000        | 530        |
| eerste ronde (1 zege)  | $ 200.000        | 370        |
| eerste ronde (0 zeges) | $ 100.000        | 210        |

- R1 = de opbrengst van de eerste ronde (groepswedstrijden).
- Een foutloos parcours levert de winnares $ 1.550.000 en 1500 punten op.

### Halve finale en finale
|  | Halve finale | Halve finale       | Halve finale   | Halve finale | Halve finale |                |   | Finale          | Finale | Finale | Finale | Finale |
|  |              |                    |                |              |              |                |   |                 |        |        |        |        |
|  | 2            | Serena Williams    | 6              | 0            |              |                |   |                 |        |        |        |        |
|  | 4            | Caroline Wozniacki | 4              | 1            | r            |                |   |                 |        |        |        |        |
|  | 4            | Caroline Wozniacki | 4              | 1            | r            |                | 2 | Serena Williams | 6      | 7      |        |        |
|  |              |                    |                |              |              |                | 2 | Serena Williams | 6      | 7      |        |        |
|  |              | 7                  | Venus Williams | 2            | 64           |                |   |                 |        |        |        |        |
|  | 7            | 7                  | Venus Williams | 2            | 64           | Venus Williams | 5 | 6               | 6      |        |        |        |
|  | 7            |                    |                |              |              | Venus Williams | 5 | 6               | 6      |        |        |        |
|  | 8            | Jelena Janković    | 7              | 3            | 4            |                |   |                 |        |        |        |        |

| Legenda | Legenda                  |
| ------- | ------------------------ |
| Q       | Qualifier                |
| WC      | Deelname via wildcard    |
| LL      | Lucky Loser              |
| r       | Opgave / trok zich terug |
| w/o     | Walk-over                |
| Alt     | Alternate                |
| SE      | Special Exempt           |
| PR      | Protected Ranking        |
| d       | Diskwalificatie          |

### Groepswedstrijden

#### Bordeaux groep

##### Resultaten
| Wedstrijd                | Wedstrijd | Wedstrijd                | Score        |
| Serena Williams (2)      | –         | Svetlana Koeznetsova (3) | 7-66 7-5     |
| Serena Williams (2)      | –         | Jelena Dementjeva (5)    | 6-2 6-4      |
| Serena Williams (2)      | –         | Venus Williams (7)       | 5-7 6-4 7-64 |
| Svetlana Koeznetsova (3) | –         | Jelena Dementjeva (5)    | 6-3 6-2      |
| Venus Williams (7)       | –         | Svetlana Koeznetsova (3) | 6-2 63-7 6-4 |
| Jelena Dementjeva (5)    | –         | Venus Williams (7)       | 3-6 7-66 6-2 |

##### Klassement
| Nr. | Speelster                | Partijen w-v | Sets w-v | Games w-v |
| 1.  | Serena Williams (2)      | 3-0          | 6-1      | 44-34     |
| 2.  | Venus Williams (7)       | 1-2          | 4-5      | 49-47     |
| 3.  | Svetlana Koeznetsova (3) | 1-2          | 3-4      | 36-37     |
| 4.  | Jelena Dementjeva (5)    | 1-2          | 2-5      | 27-38     |

- Venus Williams, Svetlana Koeznetsova en Jelena Dementjeva wonnen elk 1 match. Venus Williams kreeg echter de tweede plaats toegewezen en mocht doorgaan naar de halve finales omdat zij het hoogste percentage gewonnen sets had.

#### Witte groep

##### Resultaten
| Wedstrijd                 | Wedstrijd | Wedstrijd              | Score            |
| Caroline Wozniacki (4)    | –         | Vera Zvonarjova (ALT)  | 6-0 63-7 6-4     |
| Agnieszka Radwańska (ALT) | –         | Viktoryja Azarenka (6) | 4-6 7-5 4-1 opg. |
| Jelena Janković (8)       | –         | Dinara Safina (1)      | 1-1 opg.         |
| Caroline Wozniacki (4)    | –         | Viktoryja Azarenka (6) | 1-6 6-4 7-5      |
| Jelena Janković (8)       | –         | Caroline Wozniacki (4) | 6-2 6-2          |
| Viktoryja Azarenka (6)    | –         | Jelena Janković (8)    | 6-2 6-3          |

##### Klassement
| Nr. | Speelster                 | Partijen w-v | Sets w-v | Games w-v |
| 1.  | Jelena Janković (8)       | 2-1          | 4-2      | 29-17     |
| 2.  | Caroline Wozniacki (4)    | 2-1          | 4-4      | 36-38     |
| 3.  | Viktoryja Azarenka (6)    | 1-2          | 4-4      | 39-36     |
| 4.  | Agnieszka Radwańska (ALT) | 1-0          | 2-1      | 17-12     |
| OUT | Dinara Safina (1)         | 0-1          | 0-2      | 1-12      |
| OUT | Vera Zvonarjova (ALT)     | 0-1          | 1-2      | 11-18     |

## Dubbelspel

### Geplaatste teams
| Nr. | Team                                               | Rang | Resultaat    | Uitgeschakeld door                                 |
| --- | -------------------------------------------------- | ---- | ------------ | -------------------------------------------------- |
| 1.  | Cara Black Liezel Huber                            | 1    | finale       | Nuria Llagostera Vives María José Martínez Sánchez |
| 2.  | Serena Williams Venus Williams                     | 2    | halve finale | Nuria Llagostera Vives María José Martínez Sánchez |
| 3.  | Nuria Llagostera Vives María José Martínez Sánchez | 3    | winnaressen  |                                                    |
| 4.  | Samantha Stosur Rennae Stubbs                      | 4    | halve finale | Cara Black Liezel Huber                            |

### Prijzengeld en WTA-punten
| Resultaat    | Prijzengeld (per team) | WTA- punten |
| ------------ | ---------------------- | ----------- |
| winnaressen  | $ 375.000              | 1500        |
| finale       | $ 187.500              | 1050        |
| halve finale | $ 93.750               | 690         |

### Toernooischema
|  | Halve finale | Halve finale                   | Halve finale                                       | Halve finale | Halve finale |      |                                                    | Finale                  | Finale | Finale | Finale | Finale |
|  |              |                                |                                                    |              |              |      |                                                    |                         |        |        |        |        |
|  | 1            | Cara Black Liezel Huber        | 3                                                  | 7            | [10]         |      |                                                    |                         |        |        |        |        |
|  | 4            | Samantha Stosur Rennae Stubbs  | 6                                                  | 63           | [8]          |      |                                                    |                         |        |        |        |        |
|  | 4            | Samantha Stosur Rennae Stubbs  | 6                                                  | 63           | [8]          |      | 1                                                  | Cara Black Liezel Huber | 60     | 7      | [7]    |        |
|  |              |                                |                                                    |              |              |      | 1                                                  | Cara Black Liezel Huber | 60     | 7      | [7]    |        |
|  |              | 3                              | Nuria Llagostera Vives María José Martínez Sánchez | 7            | 5            | [10] |                                                    |                         |        |        |        |        |
|  | 3            | 3                              | Nuria Llagostera Vives María José Martínez Sánchez | 7            | 5            | [10] | Nuria Llagostera Vives María José Martínez Sánchez | 2                       | 6      | [10]   |        |        |
|  | 3            |                                |                                                    |              |              |      | Nuria Llagostera Vives María José Martínez Sánchez | 2                       | 6      | [10]   |        |        |
|  | 2            | Serena Williams Venus Williams | 6                                                  | 4            | [8]          |      |                                                    |                         |        |        |        |        |

| Legenda | Legenda                  |
| ------- | ------------------------ |
| Q       | Qualifier                |
| WC      | Deelname via wildcard    |
| LL      | Lucky Loser              |
| r       | Opgave / trok zich terug |
| w/o     | Walk-over                |
| Alt     | Alternate                |
| SE      | Special Exempt           |
| PR      | Protected Ranking        |
| d       | Diskwalificatie          |